# Enrique Ferraro
Enrique Bernardino Ferraro Barr (Montevideo, 20 giugno 1970) è un ex calciatore uruguaiano, di ruolo attaccante.

## Palmarès

### Club

#### Competizioni nazionali
- Campionato uruguaiano: 1

Bella Vista: 1990